# MBM Arquitectes

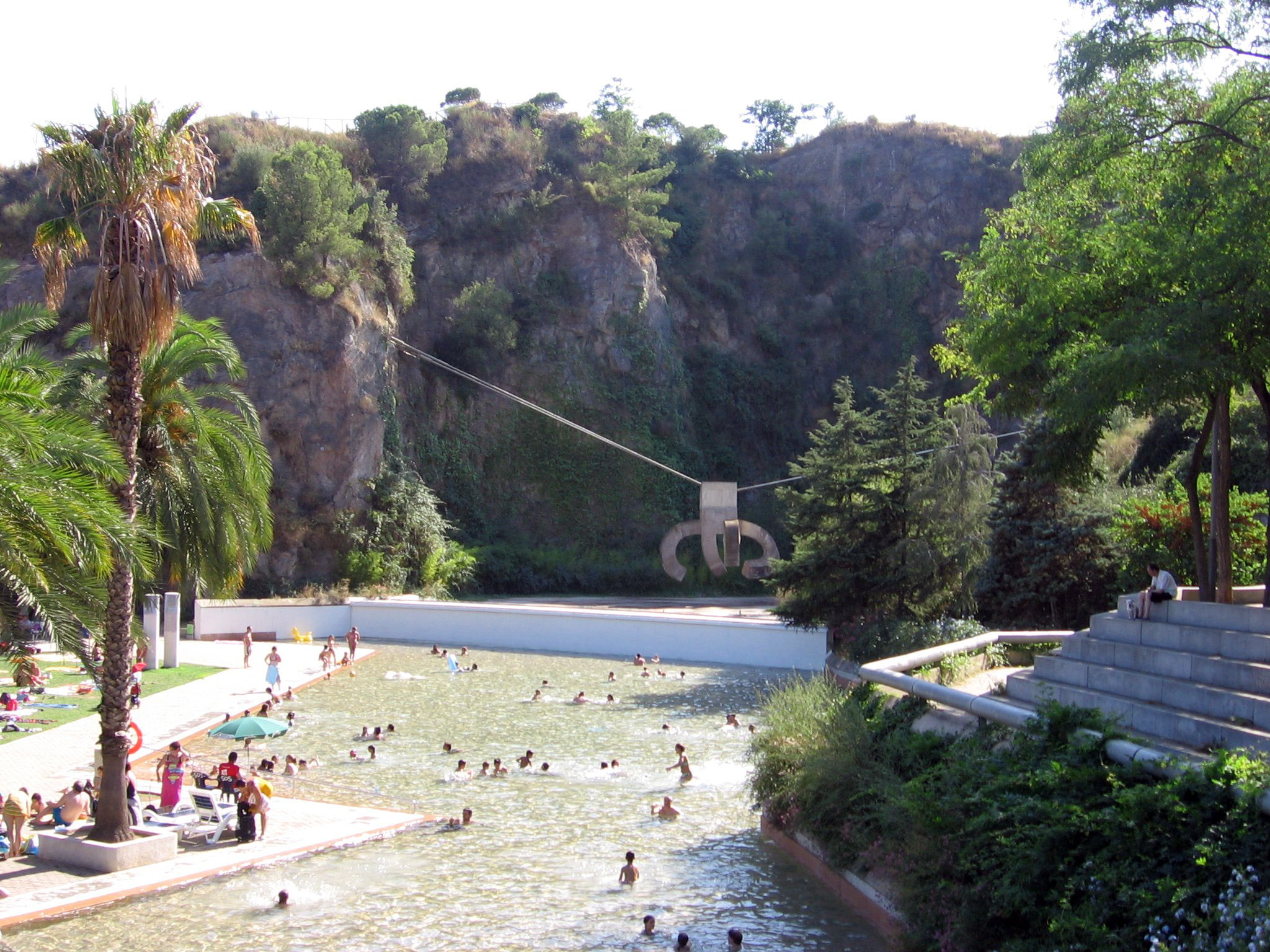
Parque de la Creueta del Coll (1981-1987), de MBM, con la escultura Elogio del agua de Eduardo Chillida.

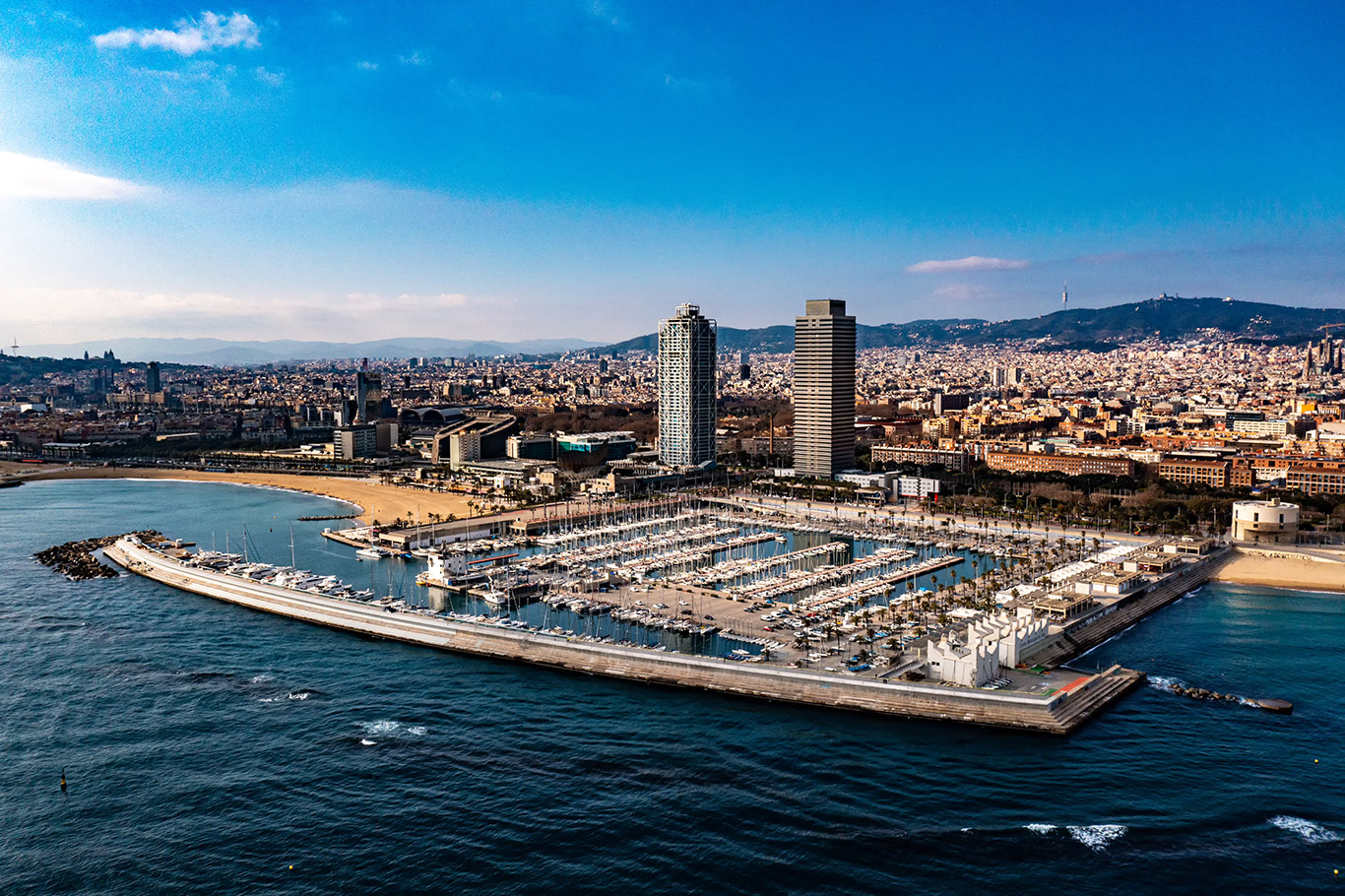
Puerto Olímpico de Barcelona

MBM Arquitectes es un estudio de arquitectura fundado en 1962 por Oriol Bohigas, Josep Maria Martorell y David Mackay, afincado en Barcelona.

## Trayectoria
El origen de la firma de arquitectos radica en la asociación entre Oriol Bohigas y Josep Martorell en 1951. Eran unos jóvenes arquitectos recién licenciados, pero que enseguida descollaron por su talento. Durante los años 1950 se englobaron en el Grupo R (1951-1961), un conjunto de arquitectos que conectaron la experiencia del racionalismo y el GATCPAC con las nuevas corrientes internacionales, como el Neoliberty, el contextualismo y el organicismo, con influencia de arquitectos como Alvar Aalto, Oscar Niemeyer, Bruno Zevi y Gio Ponti. Bohigas y Martorell defendían una arquitectura pragmática y funcional basada en la eficacia y la rentabilidad, con respeto a la arquitectura tradicional y un especial valor otorgado a los materiales. Obras suyas de estos años son: el grupo de viviendas Escorial (1952-1955), el edificio de viviendas de la calle de Roger de Flor 215 (1954-1958), el edificio de la calle Pallars 301-319 (1955-1960), la sede de la Mutua Metalúrgica de Seguros (1955-1959) y la iglesia de San Sebastián del Verdún (1958, reconstruida en 1965). 

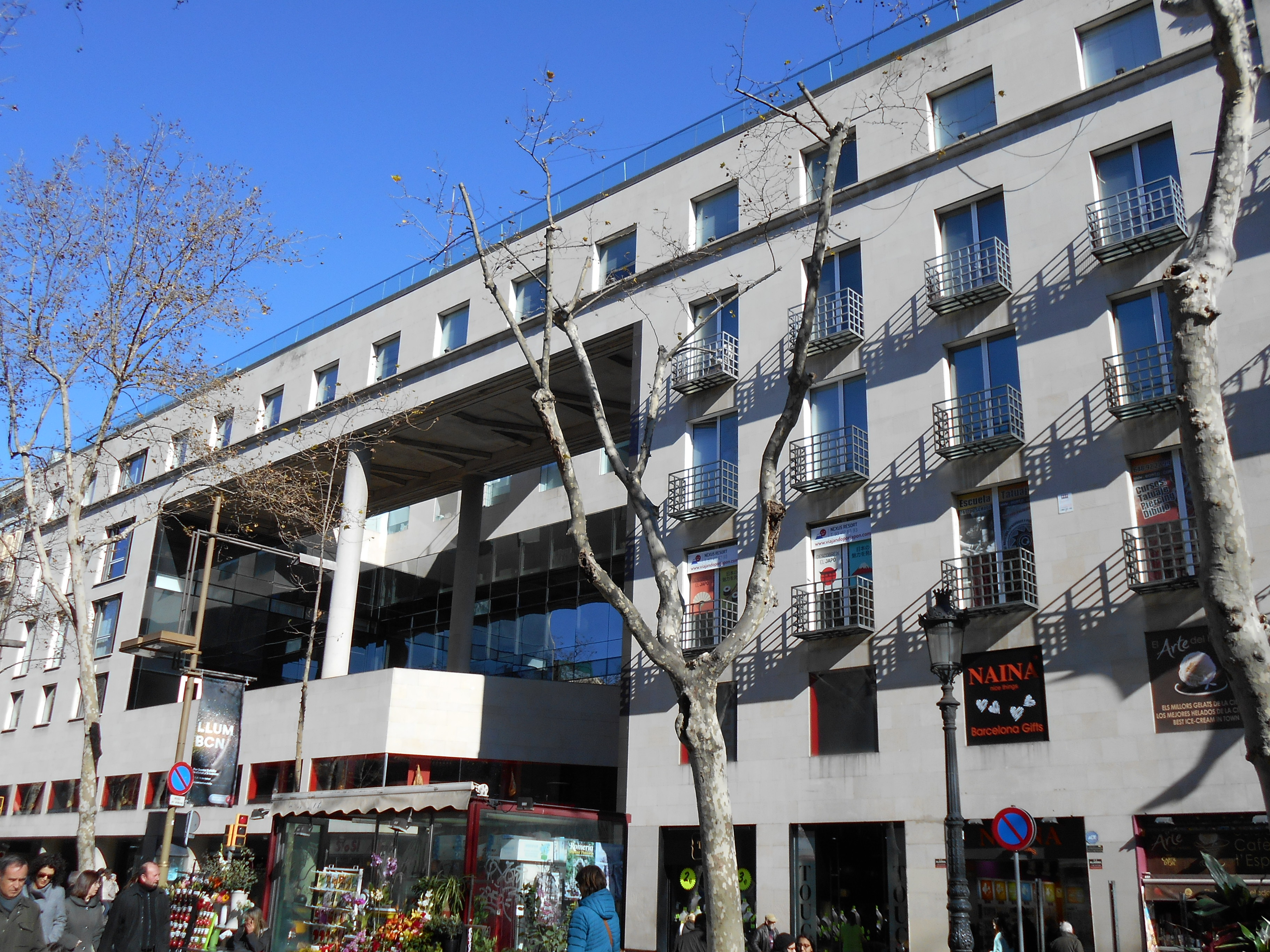
Edificio Palau Nou de la Rambla (1990-1993), de MBM con Carles Buxadé y Joan Margarit.

En 1962 se sumó al tándem Bohigas-Martorell el arquitecto inglés David Mackay, y crearon la firma MBM. Entre los años 1960 y 1970 pertenecieron a la llamada Escuela de Barcelona —según una denominación propuesta por el propio Bohigas en su artículo Una posible Escuela de Barcelona, publicado en la revista Arquitectura en 1968—, la cual se inspiró en el neorrealismo italiano que triunfaba por aquel entonces a nivel internacional, combinando un lenguaje constructivo racionalista con la funcionalidad y el diseño. Algunas de sus obras en estos años serían: la parroquia del Redentor de Gracia (1957-1963), las viviendas sociales de la avenida Meridiana 312-318 (1960-1964), la casa del Pati (1961-1964), el grupo de viviendas Milans del Bosch (1962-1964), el edificio de la calle del Conde Borrell 87-89 (1963-1966), el edificio de la calle de Entenza 99-101 (1964-1967), la Clínica Augusta (1968-1975), el conjunto residencial Bonanova (1970-1973) y la escuela Thau (1972-1975), en Barcelona; la escuela Sant Jordi en Pineda de Mar (1967-1969); el conjunto de edificios Vall-Roig en Sardañola del Vallés (1974-1980); la casa Almirall en La Garriga (1975); la casa Canovelles en Canovellas (1977); el colegio público Catalunya en San Adrián de Besós (1981-1983); y el edificio de oficinas Nestlé en Esplugas de Llobregat (1982).

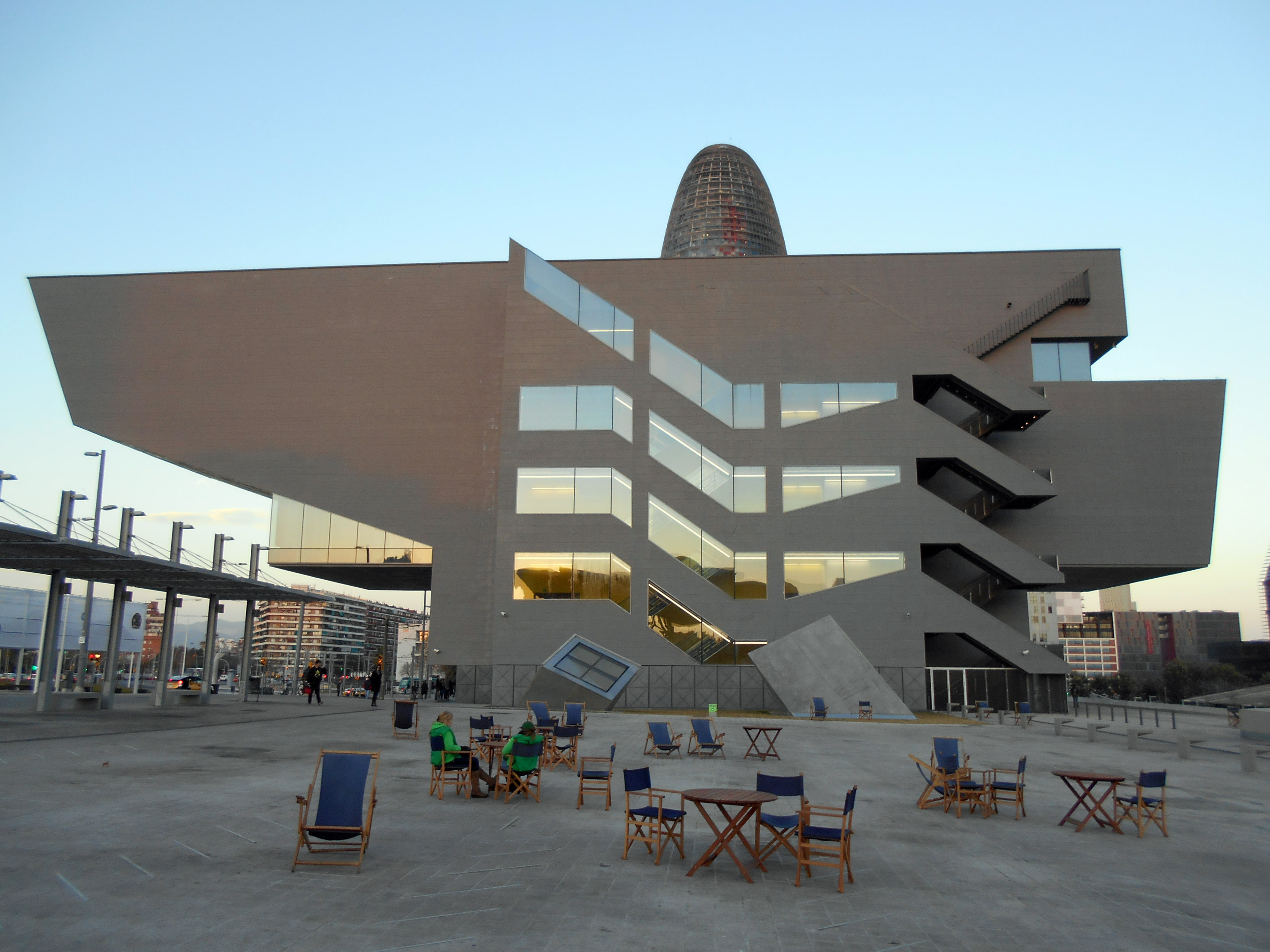
Edificio Disseny Hub (2008-2013), de Martorell-Bohigas-Mackay.

Posteriormente han seguido realizando una prolífica labor, tanto en el terreno práctico como el teórico, ejerciendo una notable influencia en el ambiente arquitectónico catalán, especialmente desde la labor efectuada por Bohigas como consejero de Urbanismo del Ayuntamiento de Barcelona entre 1979 y 1991. En los años de preparación de los Juegos Olímpicos de 1992 tuvieron bastante actividad, esta vez con la incorporación de Albert Puigdomènech al equipo: suyo fue el trazado general de La Villa Olímpica del Poblenou (1985-1992), así como el Puerto Olímpico de Barcelona, la Escuela de Vela (1989-1992), el edificio Xemeneia de Can Folch, y los parques de las Cascadas, del Puerto Olímpico y de la Nueva Icaria. Otras obras de estos años fueron: el parque de la Creueta del Coll (1987), el edificio Palau Nou de la Rambla (1990-1993, con Carles Buxadé y Joan Margarit), la ampliación y nuevas fachadas de El Corte Inglés de la plaza de Cataluña (1990-1994, con Elías Torres y José Antonio Martínez Lapeña) y la fachada del Hotel Claris (1991).
El año 2000 se incorporaron como socios Oriol Capdevila y Francesc Gual. Entre sus últimas obras destaca el edificio Disseny Hub, sede del Museo del Diseño de Barcelona (2008-2013); así como: el edificio de la editorial RBA en Barcelona (2011), el edificio de la universidad Tecnocampus de Mataró (2011), el edificio Torre Blanca en Hospitalet de Llobregat (2010), el edificio de oficinas para la UGT en El Raval (2008), el edificio de la Universidad Pompeu Fabra del campus de la Ciutadella (2001), etc.
También han realizado numerosas obras fuera de Barcelona: el Hotel Nelia en Puerto Vallarta (1990), el Quartier Sextius Mirabeau en Aix-en-Provence (1990), el edificio Kochstrasse en Berlín (1991), el pabellón del «Presente y futuro» de la Expo de Sevilla de 1992, los apartamentos Jardin Céramique en Maastricht (1994-98), la Estación Central de Parma (2014), etc.

## Socios
- Oriol Bohigas i Guardiola (Barcelona, 1925-2021), entre 1951 y 2021.
- Josep Maria Martorell i Codina (Barcelona, 1925-2017), entre 1951 y 2017.
- David John Mackay (Eastbourne, Sussex, 1933-Barcelona, 2014), entre 1962 y 2014.
- Albert Puigdomènech i Alonso (Barcelona, 1944-2004), entre 1994 y 2000.
- Oriol Capdevila i Arús (Barcelona, 1955), desde 2000.
- Francesc Gual i Traginé (Barcelona, 1958), desde 2000.

## Premios
- Premio FAD en 1959 por el edificio de la calle Pallars de Barcelona.
- Premio FAD en 1962 por el edificio de la calle El Escorial de Barcelona.
- Premio FAD en 1966 por el edificio de la calle Conde Borrell de Barcelona.
- Premio FAD en 1979 por el edificio Riera La Salud.
- Premio Ciudad de Barcelona de arquitectura y urbanismo en el año 2000.